# الدوري الأرمني الممتاز 2005
الدوري الأرمني الممتاز 2005 (بالأرمنية: Հայաստանի Բարձրագույն խումբ 2005) هو الموسم 14 من  الدوري الأرمني الممتاز. أقيم خلال الفترة 12 أبريل 2005 وحتى 6 نوفمبر 2005، والذي يشرف على تنظيمه اتحاد أرمينيا لكرة القدم، وكان عدد الأندية المشاركة فيه  9، وفاز فيه بيونيك يريفان.